# علی‌اکبر عین‌القضایی
علی‌اکبر عین‌القضایی (۱۲۹۸ در کرمانشاه - ) هنرمند قلمزن  و از آخرین بازماندگان هنر قلم‌زنی در کرمانشاه است.

## زندگی
علی‌اکبر عین‌القضایی در سال ۱۲۹۸ در گذر صاحب‌جمع در شهر کرمانشاه به دنیا آمد. پدرش علی‌عسگر کلوچه‌پز نام داشت و دایی‌ای حسن خراباتی از درویشان و موسیقی‌دانان شناخته‌شدۀ‌ کرمانشاه بود. پدرش وی را در کودکی نزد حبیب‌الله‌خان سیم‌نگار از استادان قلم‌زنی در منطقۀ‌ کرمانشاه فرستاد که در منزل خود واقع در مقابل مسجد امام حسن مجتبی اقدام به آموزش شاگردانش می‌کرد. با این حال به دلیل تعلق حبیب‌الله‌خان به طبقۀ اشراف و اعتقادات عارف‌مسلکانۀ پدر و دایی‌اش، از ادامۀ آموزش او نزد این استاد جلوگیری شد و به صلاح‌دید پدر و دایی‌اش آموختن فنون قلم‌زنی را نزد میرزا ابوالقاسم معتمدی ادامه داد. این در حالی بود که معتمدی شاگرد نمی‌پذیرفت،‌ اما به دلیل هم‌مسلکی وی با علی‌عسگر کلوچه‌پز و حسن خراباتی پدر و دایی علی‌اکبر عین‌القضایی او را پذیرفت و در کارگاهی واقع در بالاخانۀ کاروانسرایِ مقابل مطب دکتر همایون و گمرک کهنه اقدام به آموزش وی کرد. علی‌اکبر عین‌القضایی از این پس با میرزا ابوالقاسم معتمدی همراه شد و با تغییر محل کارگاه به همراه او به کارگاه جدیدی در هوری‌آباد رفت که در آنجا به صورت مشترک با عباسقلی دواتگر (ورشویی) در یک مکان کار می‌کردند. پس از مدتی عین‌القضایی مجبور به ترک کارگاه به دلیل خدمت سربازی شد. بازگشت او از سربازی در شرایطی اتفاق افتاد که میرزا ابوالقاسم به دلیل کهولت سن دست از کار کشیده و از این زمان تنها به راهنمایی او در برخی فنون پیچیده می‌پرداخت.
علی‌اکبر عین‌القضایی از حوالی سال ۱۳۲۷-۱۳۲۶ حجرۀ شخصی ‌خود را در دالان مسجد عمادالدوله واقع در بازار کرمانشاه دایر کرد.

## آثار
علی‌اکبر عین‌القضایی آثار متعددی را به اماکن مذهبی اهدا کرده‌است. از جمله مهم‌ترین آثار او می‌توان به شمایل ابوالفضل عباس و نیز حسین بن علی اشاره کرد که به زیارتگاه‌های این دو شخصیت دینی اهدا شده‌است. از دیگر آثار او می‌توان به چهرۀ ابن سینا، کتیبۀ‌ بیستون و حجاری‌های طاق‌بستان اشاره کرد.

## شاگردان
علی‌اکبر عین‌القضایی در طول عمر خود شاگردان بسیاری را در زمینه قلمزنی و به ویژه طراحی گل‌فرنگ پرورش داد که از شاگردان سرشناس او می توان به محمدعلی ودود اشاره کرد. او دست‌کم چهارصد هنرجو را در قالب کارآموز و یا طرح کاد دانش‌آموزان آموزش داده است.

## فیلم
مرکز هنرهای دراماتیک فیلمی از زندگی علی‌اکبر عین‌القضایی تهیه کرده‌است.